# Trafiquants d'esclaves
Pour plus de détails, voir Fiche technique et Distribution.
Trafiquants d'esclaves (allemand : Die Sklavenjäger ; afrikaans : Slavendrijvers) est un film ouest-germano-sud-africain réalisé par Jürgen Goslar et sorti en 1977.
Le film, présenté en avant-première au Festival de Cannes 1977, aborde sous une forme racoleuse les dérives tardives de l'esclavage en Afrique à la fin du XIXe siècle. Tourné en Rhodésie (actuel Zimbabwe), le film est mal reçu par la critique,.

## Synopsis
L'Afrique de l'Est, au début des années 1880. Le commerce mondial des esclaves est officiellement quasiment aboli, mais juste avant que la région ne passe sous domination coloniale allemande, les marchands d'esclaves arabes et portugais se livrent encore à de graves luttes de possession. Les deux camps font preuve d'une violence extrême, tant contre les Noirs capturés que contre leurs concurrents respectifs. Les deux camps sont dirigés d'une part par Hassan, l'Arabe despotique qui n'hésite pas à abattre l'un ou l'autre esclave pour amuser ses invités dans sa propriété, et d'autre part par le rude DaSilva, son homologue portugais, qui n'a rien à lui envier en termes de brutalité. Lors de la capture d'esclaves noirs, les deux camps se livrent une concurrence acharnée et ne se font aucun cadeau.
C'est dans cette ambiance de chasse à l'homme impitoyable que se retrouve un petit groupe de voyageurs européens autour du diplomate allemand Max von Erken et de sa femme. Le Britannique Steven Hamilton, grand et mince, fait également partie du groupe. Après une indifférence initiale à l'égard des indigènes noirs, ce dernier commence à se rendre compte que la chasse à l'homme est profondément inhumaine et condamnable. Il se retrouve ainsi rapidement en opposition avec son oncle Alec Mackenzie, qui fait certes aussi de bonnes affaires avec les « esclaves nègres », comme on les appelait jusqu'au XXe siècle, mais qui traite sa « marchandise » avec beaucoup plus de soin. Bientôt, la révolte d'Hamilton contre les chasseurs inhumains et les trafiquants d'êtres humains le place entre tous les fronts et l'enchaîne. Certains Noirs commencent finalement à se rebeller contre leurs oppresseurs, et Hamilton sait désormais définitivement où il se situe.
Le film se termine par l'entretuerie de tous les protagonistes, à l'exception de l'Arabe Hassan, qui contrôle désormais seul le marché des esclaves.

## Fiche technique
- Titre français : Trafiquants d'esclaves[3]
- Titre original : Die Sklavenjäger ou Slavers[4]
- Titre sud-africain : Slavendrijvers[3]
- Réalisation : Jürgen Goslar
- Scénario : Jürgen Goslar, Chick Morrison
- Photographie : Igor Luther
- Montage : Alfred Srp
- Musique : Eberhard Schoener
- Production : Jürgen Goslar, Stefan Abendroth, Barrie Saint-Clair
- Sociétés de production : Lord-Film-Produktion GmbH, Grünwald
- Format : couleurs par Eastmancolor - 1,66:1 - Son mono - 35 mm
- Pays de production :  Allemagne de l'Ouest -  Afrique du Sud
- Langue de tournage : anglais
- Genre : drame racial[3], action-aventures
- Durée : 98 minutes
- Dates de sortie : 
  - France : mai 1977
  - Allemagne de l'Ouest : 24 février 1978

## Distribution
- Trevor Howard : Alec MacKenzie / Vellano
- Ron Ely : Steven Hamilton, son neveu
- Britt Ekland : Anna von Erken
- Jürgen Goslar : Max von Erken
- Cameron Mitchell : DaSilva
- Ray Milland : Hassan
- Art Brauss : Rustam
- Erik Schumann : Bill Parry
- Vera Jesse : Francis Parry
- Erica Schramm : Mme O'Connor
- Brian O'Shaughnessy : M. O'Connor
- Ken Gampu : Musulma
- Helen Morgan : Malika
- Rinaldo Talamonti : Cabral
- Don Jack Rousseau : Mazu
- Konrad Georg : Attaché
- Wolf Goldan : Homme du duel